# Johann Kriebel
Johann Kriebel vagy magyarosan Kriebel János (Eperjes, ? – Brezán, Galícia, 1853) galíciai hivatalnok, történész, a Magyar Tudós Társaság külső tagja.

## Életútja
Életéről keveset tudni. A Szinnyei-féle életrajzi lexikon szerint eperjesi (feltehetően cipszer) születésű, az akadémiai tagok 2003-as almanachja cseh történészként említi. Galíciában volt császári és királyi kormányszéki tanácsos, brezáni kerületi kapitány. Hivatali munkája mellett történeti kutatásokkal foglalkozott.

## Munkássága
Történeti munkáiban a Magyar Királyság középkori históriájával foglalkozott. A Tudományos Gyűjteményben közleményei jelentek meg Orseolo Péterről, Mária királynőről és Hunyadi Jánosról. Emellett több történeti munkája kéziratban maradt, köztük Magyarország történetét átfogóan tárgyaló, nagyszabású munkája (Historia Hungariae et adnexarum partium).  Kéziratait a 20. század elején a Magyar Nemzeti Múzeum kézirattárában őrizték.
Kapcsolatban állt kora több jeles alakjával, egy ideig történeti kutatásaiban segítette Horvát István, Kazinczy Ferenccel pedig levelezett és 1819-ben széphalomi otthonában is meglátogatta.

## Társasági tagságai és elismerései
Történeti munkái elismeréseként a Magyar Tudós Társaság 1833-ban külső tagjai közé választotta.

## Művei
- Prospectus operis sub titulo Histora Hungariae. H. n. É. n. (1815?)[1]
- Három értekezés Hunyadi Székely János törvényes ágyból lett születésének bebizonyítására; írta Zágoni Aranka György, Kazinczy Ferenc, Kriebel János, jegyz. Ponori Thewrewk József; Landerer, Pozsony, 1825